# Les Embrouilles de Will
Pour plus de détails, voir Fiche technique et Distribution.
Les Embrouilles de Will (Screwed) est un film américain réalisé par Scott Alexander et Larry Karaszewski en 2000.

## Fiche technique
Sauf indication contraire, les informations mentionnées dans cette section peuvent être confirmées par la base de données cinématographiques IMDb,  présente dans la section « Liens externes ».
- Titre original : Screwed
- Titre français : Les Embrouilles de Will
- Réalisation : Scott Alexander et Larry Karaszewski
- Scénario : Scott Alexander et Larry Karaszewski
- Musique : Michel Colombier
- Direction artistique : Sandi Tanaka
- Décors : Rose Marie McSherry
- Costumes : Maya Mani
- Photographie : Robert Brinkmann
- Montage : Michael Jablow
- Production : Robert Simonds
- Pays d'origine :  États-Unis
- Langue originale : anglais
- Format[1] : couleur (DeLuxe) - 35 mm - 2,35:1 (Panavision) - son DTS | Dolby Digital | SDDS
- Genre : comédie
- Durée : 81 minutes
- Dates de sortie[2] :
  - États-Unis : 12 mai 2000

## Distribution
- Norm Macdonald : Willard Fillmore
- Dave Chappelle : Rusty P. Hayes
- Danny DeVito : Grover Cleaver
- Elaine Stritch : Virginia Crock
- Daniel Benzali : le détective Tom Dewey
- Sarah Silverman : Hillary
- Sherman Hemsley : Chip Oswald
- Malcolm Stewart : Roger
- Lochlyn Munro : l'officier Richardson